# Universidad Modular Abierta
La Universidad Modular Abierta (UMA) es una universidad privada de El Salvador, ubicada en la capital del país, San Salvador. 

## Historia
En 1981, un grupo de profesionales del país, decidieron crear una “nueva” institución que fuera capaz de ofrecer servicios educativos en el Nivel de educación Superior, con calidad y excelencia académica y con el imprescindible componente de accesibilidad  a los estudios universitarios para las personas que en esos días solamente podías soñar en convertirse en profesionales útiles para la patria.
La idea principal del grupo fue hacer llegar la Universidad a todas las regiones del país, donde en ese entonces, recibir Educación Superior era una aspiración muy difícil de ser concretizada. Con este concepto, la Universidad inició sus labores en las ciudades de San Salvador, Sonsonate, Santa Ana y San Miguel.
En los últimos meses de ese mismo año, también se estableció el Centro Universitario en la Ciudad de Usulután. Posteriormente, se crearon los Centros Universitarios de Zacatecoluca, Nueva Concepción en Chalatenango, Ahuachapán y La Unión, que más tarde fueron integrados a centros que habían logrado mayor desarrollo.
La contribución que la Universidad Modular Abierta, ha realizado en estos 30 años de trabajo académico, en la formación de profesionales en los grados de Profesor, Técnico, Licenciado y Maestro, ha sido altamente significativa, contándose a la fecha más de doce mil graduados, quienes participan dentro de la población económicamente activa de nuestro país y en el extranjero. Con la Ley de Educación Superior, vigente desde diciembre de 1995, la Universidad reformó sus Estatutos, actualizó su marco normativo legal interno y modificó todos los Planes de Estudios de las diferentes carreras que se ofrecen así como su modalidad de entrega educativa modular, asumiendo modalidades netamente presenciales.
En la actualidad, la Universidad se encuentra innovando sus enfoques curriculares para dar calidad a las modalidades de educación virtual. En resumen, se puede aseverar, que toda la labor académica y administrativa de la Universidad se encuentra totalmente respaldada en los términos que el marco jurídico salvadoreño lo indica y en consecuencia, todos los títulos, certificados y documentos acreditados que la Universidad extienda a favor de sus graduados cumplen todas las exigencias que las normativas legales exigen a las Instituciones de Educación Superior de El Salvador.

## Carreras
Facultad de Ciencias Económicas
- Técnico en Software
- Técnico en Administración de Personal
- Técnico en Contaduría Pública
- Licenciatura en Informática
- Licenciatura en Mercadotecnia
- Licenciatura en Contaduría Pública
- Licenciatura en Administración de Empresas

Facultad de Ciencias y Humanidades
- Licenciatura en Psicología
- Licenciatura en Ciencias de la Educación

Facultad de Jurisprudencia y Ciencias Sociales
- Licenciatura en Ciencias Jurídicas

Escuela de Post Grado
- Maestría en Docencia Universitaria
- Maestría en Psicología Clínica